# Гужвин, Пётр Анатольевич
Пётр Анатольевич Гужвин (род. 5 августа 1973, Астрахань) — российский политик, государственный и общественный деятель. Депутат Государственной Думы Астраханской области в 2001 — 2007 годах. Депутат Государственной Думы Федерального Собрания Российской Федерации в 2007 — 2011 годах. Сын первого губернатора Астраханской области Анатолия Петровича Гужвина.

## Образование
В 1995 году окончил Астраханский государственный технический университет по специальности «машины и аппараты пищевых производств».
В 1997 году окончил институт переподготовки и повышения квалификации кадров Финансовой академии при Правительстве РФ по специальности «международные валютно-кредитные и финансовые отношения».

## Политическая деятельность
Депутатом Государственной Думы Астраханской области избирался дважды — в 2001 и 2006 годах по Камызякскому одномандатному округу.
В 2006—2007 годах в Государственной Думе Астраханской области заместитель Председателя, руководитель фракции Партии пенсионеров.

В 2007 году избран депутатом Государственной Думы Федерального Собрания Российской Федерации по списку партии «Единая Россия».
Член Комитета Государственной Думы России по собственности.

В 2011 году отказался баллотироваться в депутаты Госдумы на следующий срок и объявил об уходе из политики. Также отказался баллотироваться в мэры г. Астрахани в 2012 г.

## Партийная карьера
В 2006 году возглавил Астраханское региональное отделение Партии пенсионеров и возглавлял избирательный список этой партии на выборах депутатов Государственной Думы Астраханской области.
В 2006 году после объединения партий «Родина», Партия пенсионеров и Партия жизни в партию «Справедливая Россия» был членом партии «Справедливая Россия» (в 2006—2007 годах), избирался членом Центрального совета Политической партии "Справедливая Россия: «Родина/Пенсионеры/Жизнь». Вышел из партии в августе 2007 года.
В 2007 году, не являясь членом партии «Единая Россия», входил в избирательный список этой партии на выборах депутатов Государственной Думы Федерального Собрания Российской Федерации.
В Государственной Думе России — член фракции «Единая Россия», член партии «Единая Россия».

## Личная жизнь
Женат, трое детей.